# Heinrich Mihály
Heinrich Mihály (Kolozsvár, 1913. július 27. – Marosvásárhely, 1986. június 23.) erdélyi magyar orvos. Heinrich László öccse.

## Életpályája
Szülővárosában a Római Katolikus Gimnáziumban érettségizett (1930), oklevelét a kolozsvári egyetemen nyerte (1937). A pécsi gyermekklinikán kezdte orvosi pályáját, majd 1941-től a kolozsvári gyermekgyógyászati klinikán gyakornok. Katonai behívása és hadifogsága miatt szakmai tevékenysége 1949-ig megszakadt. Hazatérése után adjunktusnak nevezték ki a marosvásárhelyi Orvosi és Gyógyszerészeti Intézet gyermekklinikájára, 1963-tól főorvos nyugdíjazásáig (1975). Közben a Koreai Népi Demokratikus Köztársaságban a namphói Román Vöröskeresztes Kórház főorvosa.
Már diákkorában szociográfiai dolgozata jelent meg A nép táplálkozása kalóriaértékekben címmel (Hitel 1937/2). Főleg gyermek-endokrinológiával foglalkozó szakcikkeit hazai, magyarországi, koreai és nyugatnémet szakfolyóiratok közölték, így az Orvosi Szemle, Revista Științelor Medicale, Pediatrie, a budapesti Gyermekgyógyászat, a stuttgarti Archiv für Kinderheilkunde és a Piong-An-Nam Koreában. Társszerzője a Puskás György gondozásában megjelent Gyermekgyógyászat című kőnyomatos jegyzetnek (Marosvásárhely 1956), valamint a Pediatria című egységes tankönyvnek (1960).